# Lew Ayres
Lewis Frederick Ayres III (født 28. december 1908, død 30. december 1996) var en amerikansk skuespiller, hvis film- og tv-karriere spændte over 65 år.
Ayres voksede op i Californien. Han spillede banjo, guitar og klaver i et bigband-orkester på en natklub i 1928, da han blev opdaget af en talentspejder, og i 1929 han gjorde han filmdebut mod Greta Garbo i Kysset.
Han er bedst kendt for sin følelsesmæssige rollefortolkning af den desillusionerede unge tyske soldat i Intet nyt fra vestfronten (1930). Efter denne rolle medvirkede han kun i B-film, før han fik stor popularitet i 1938 i hovedrollen i Unge Dr. Kildare.
I 1941 under 2. Verdenskrig, var den dybt religiøse Ayres militærnægter, hvilket førte til at han blev boykottet af både filmstudier og biografer. I det stille meldte han sig selv som frivillig til sundhedspersonalet og endte i Stillehavet i New Guinea og Filippinerne.
Langsomt men sikkert kom han tilbage til filmen, men kun sporadisk. Han blev nomineret til en Oscar for bedste mandlige hovedrolle for sin præstation i filmen Johnny Belinda i 1948.
I flere år var han medlem af United States National Committee i FN-organet UNESCO. I 1955 instruerede han en dokumentarfilm, hvis formål var at få den vestlige verden til at forstå østens filosofi, The Altars of East, med en efterfølger i 1979 Altars of the World.
I sit andet ægteskab var han gift med skuespiller Ginger Rogers.